# 緣邊稀棘䲁
緣邊稀棘䲁（學名：Meiacanthus limbatus），為輻鰭魚綱鳚形目䲁科稀棘䲁屬的一種，分布於中西太平洋巴布亞紐幾內亞海域，深度25至55公尺，本魚體延長，稍側扁，頭頂無冠膜，無鬚，下頜兩側有犬齒具有毒腺，體有深色的中外側條紋，不延伸到胸鰭基底的背部，僅稍微延伸到尾鰭基底；下方有一條深色條紋，從上唇穿過胸鰭下半部延伸到尾鰭基部；成魚的臀鰭基部有深色條紋，背鰭硬棘4-5枚、背鰭軟條24-27枚、臀鰭硬棘2枚、臀鰭軟條16-18枚，體長可達3.7公分，成魚棲息在有遮蔽的臨海礁石區，成群活動，雌魚產附著性卵，雄魚有護卵行為，生活習性不明。